# MC Reaça

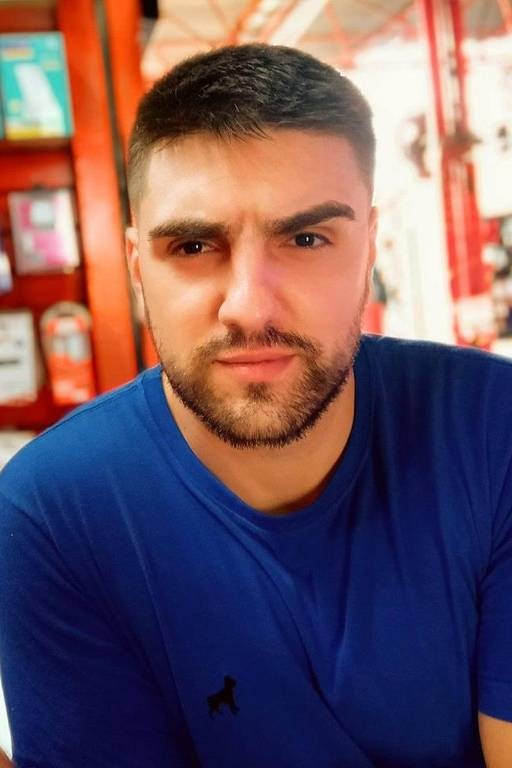
Tales Volpi em 2019

Tales Alves Fernandes, também conhecido como MC Reaça ou Tales Volpi (Porto Alegre, 1994 — Valinhos, 1 de junho de 2019), foi um cantor e compositor de funk brasileiro que ficou conhecido em 2018 por compor jingles em apoio ao candidato à presidência da República, Jair Bolsonaro, e por realizar críticas aos opositores de Bolsonaro. O artista também produziu paródias em estilos musicais como rock e sertanejo.

## Vida e Carreira

### Composição e Letras Polemicas
Declaradamente funkeiro e instrutor de boxe, Tales Volpi ficou conhecido durante a eleição presidencial de 2018 após compor jingles em apoio ao então candidato Jair Bolsonaro e fazendo referências negativas aos opositores políticos de Bolsonaro, à esquerda política, ao movimento feminista e Supremo Tribunal Federal (STF).
Abertamente bolsonarista e "olavista", Tales publicou cerca de 10 vídeos em seu canal no YouTube, intitulado Paródia REAÇA. Entre suas composições, destacou-se a paródia da música de MC João, "Baile de Favela", intitulada "Proibidão do Bolsonaro". A paródia foi usada em diversas ocasiões por Jair Bolsonaro, que chegou a dançar a música em um barco no Guarujá em 2021.

### Relacionamento extraconjugal
Segundo informações publicadas por diversas fontes, Tales seria casado e mantinha um relacionamento extraconjugal com uma agente de viagens de 28 anos. Eles teriam se conhecido pela internet durante a organização de uma manifestação em apoio a Jair Bolsonaro, no município de Indaiatuba, onde se encontraram pessoalmente pela primeira vez. De acordo com a amante de Tales, em reportagem ao UOL, ele teria afirmado estar em processo de divórcio, não concluído por questões burocráticas. Ainda segundo ela, Tales e a então esposa não mantinham mais uma relação afetiva, embora tivessem voltado a manter contato nos últimos meses.

### Agresão
Em 1º de junho de 2019, Tales agrediu sua amante ao descobrir que ela estava grávida, o que levou à sua internação no Hospital Augusto de Oliveira Camargo, em Indaiatuba. Segundo a amante, eles haviam combinado de fazer o teste de gravidez no dia seguinte, mas Tales apareceu na noite anterior, momento em que teria ocorrido a agressão.
Em entrevista ao jornal O Globo, a amante afirmou que Tales não apresentava histórico de comportamento violento, não consumia bebidas alcoólicas ou drogas, e que raramente brigavam. Segundo ela, foi socorrida pelos pais do cantor, acionados por ele logo após o incidente. Posteriormente, os pais de Tales teriam informado os familiares da vítima sobre a agressão. A agente de viagens foi encaminhada ao Hospital Augusto de Oliveira Camargo, em Indaiatuba, com edemas no rosto e olho, além de fraturas no maxilar. A ocorrência foi registrada como lesão corporal e violência doméstica.

## Morte
Após a hospitalização de sua amante, Tales enviou uma mensagem por WhatsApp à esposa, solicitando que ela cuidasse do bebê, e logo depois cometeu suicídio por enforcamento. Seu corpo foi encontrado na altura do quilômetro 116 da Rodovia Dom Pedro I (SP-065), em Valinhos. De acordo com a Secretaria de Segurança Pública de São Paulo, os áudios enviados por Tales foram periciados e considerados autênticos, contendo declarações de despedida:
"Amor da minha vida, a minha moto está na rodovia, tá? E eu entrei para dentro do mato aqui. Eu quero te dizer que tudo que você fez por mim, você fez do jeito certo, tá? Não chora, não fica triste. Vive a tua vida. Procura um homem bom para você. Diz pro meu pai que eu amei ele muito a minha vida inteira. Diz pra Sueli cuidar dele porque ele vai precisar. Eu só não queria nunca ter sido um bastardo. Eu queria ter sido um filho."— Tales Volpi, 2 de junho de 2019.
Sua morte foi lamentada por personalidades do bolsonarismo, como Jair, Eduardo e Carlos Bolsonaro. O velório foi realizado em 2 de junho, em Indaiatuba, e o enterro ocorreu no dia 3, no Cemitério Parque dos Indaiás.

No dia 4 de junho de 2019, o Hospital Augusto de Oliveira Camargo anunciou que a vítima não estava grávida, após a realização de um exame Beta HCG.